# Holascus robustus
Holascus robustus är en svampdjursart som beskrevs av Schulze 1895. Holascus robustus ingår i släktet Holascus och familjen Euplectellidae.
Artens utbredningsområde är havet utanför Indien. Inga underarter finns listade i Catalogue of Life.